# Bernard L. Kowalski
Bernard Louis Kowalski (Brownsville, 2 de agosto de 1929 — Los Angeles, 26 de outubro de 2007), mais conhecido como Bernard L. Kowalski (ou ainda Bernard Kowalski ou Bernie Kowalski) foi um diretor de cinema e televisão, produtor de cinema e roteirista norte-americano.

## Filmografia
- Night of the Blood Beast (1958)
- Attack of the Giant Leeches (1959)
- Krakatoa, o Inferno de Java (1969)
- Stiletto (1969)
- Black Noon (1971)
- Terror in the Sky (telefilme, 1971)
- Sssssss (1973)
- The Nativity (telefilme, 1978)